# Llista de Béns Culturals d'Interès Nacional del Baix Empordà
Llista de Béns Culturals d'Interès Nacional del Baix Empordà inscrits en el Registre de Béns Culturals d'Interès Nacional (BCIN) del Departament de Cultura de la Generalitat de Catalunya per a la comarca del Baix Empordà. Inclou els béns immobles més rellevants del patrimoni cultural que tenen la categoria de protecció de major rang com a unitat singular, conjunt, espai o zona amb valors culturals, històrics o tècnics.
L'any 2018, el Baix Empordà comptava amb 145 béns culturals d'interès nacional classificats en 130 monuments històrics, 9 conjunts històrics i 6 zones arqueològiques. A continuació es mostren les últimes dades disponibles ordenades per municipis.

## Patrimoni arquitectònic
| Monument                                                                      | Protecció            | Estil/època                                                 | Localització                                                                       | Coordenades                                            | Codi?         | Imatge |
| ----------------------------------------------------------------------------- | -------------------- | ----------------------------------------------------------- | ---------------------------------------------------------------------------------- | ------------------------------------------------------ | ------------- | --- |
| Castell d'Albons                                                              | BCIN 454-MH          | Renaixement, obra popular XVII                              | Albons Pl. Major                                                                   | 42° 06′ 16″ N, 3° 05′ 08″ E / 42.104555°N,3.085657°E   | RI-51-0005785 | Castell d'Albons · Vegeu més fotos d'aquest monument · Carregueu una nova foto d'aquest monument                                                                          |
| Murs i una torre de planta quadrada de l'antiga fortificació                  | BCIN 455-MH          | Obra popular XVI                                            | Albons                                                                             | 42° 06′ 15″ N, 3° 05′ 04″ E / 42.104162°N,3.084374°E   | RI-51-0005786 | Murs i una torre de planta quadrada de l'antiga fortificació (Albons) · Vegeu més fotos d'aquest monument · Carregueu una nova foto d'aquest monument                     |
| Castell de Begur                                                              | BCIN 527-MH-EN       | Medieval, XVI-XVII                                          | Begur                                                                              | 41° 57′ 23″ N, 3° 12′ 31″ E / 41.9564222°N,3.2085972°E | RI-51-0008987 | Castell de Begur · Vegeu més fotos d'aquest monument · Carregueu una nova foto d'aquest monument                                                                          |
| Castell d'Esclanyà                                                            | BCIN 528-MH-EN       | Romànic XII, XVII                                           | Begur                                                                              | 41° 55′ 44″ N, 3° 10′ 35″ E / 41.9287944°N,3.1763944°E | RI-51-0005801 | Castell d'Esclanyà (Begur) · Vegeu més fotos d'aquest monument · Carregueu una nova foto d'aquest monument                                                                |
| Torres de la vila: Torre de Can Marquès                                       | BCIN 4028-MH         | Obra popular XVI-XVII                                       | Begur C. Bonaventura Carreras                                                      | 41° 57′ 17″ N, 3° 12′ 30″ E / 41.954743°N,3.208343°E   | IPA-11812     | Torres de la vila: Torre de Can Marquès (Begur) · Vegeu més fotos d'aquest monument · Carregueu una nova foto d'aquest monument                                           |
| Torres de la vila: Torre del Mas Pinc                                         | BCIN 4029-MH         | Obra popular XVI-XVII                                       | Begur Als afores                                                                   | 41° 57′ 32″ N, 3° 12′ 44″ E / 41.95877°N,3.212338°E    | IPA-11813     | Torres de la vila: Torre del Mas Pinc (Begur) · Vegeu més fotos d'aquest monument · Carregueu una nova foto d'aquest monument                                             |
| Torres de la vila: Torre de Ca n'Armanac o Can Reig                           | BCIN 4030-MH         | Obra popular XVI                                            | Begur C. Bonaventura Carreras, 10                                                  | 41° 57′ 16″ N, 3° 12′ 30″ E / 41.954319°N,3.208329°E   | IPA-11814     | Torres de la vila: Torre de Ca n'Armanac (Begur) · Vegeu més fotos d'aquest monument · Carregueu una nova foto d'aquest monument                                          |
| Torres de la vila: Can Pella i Forgas                                         | BCIN 4031-MH         | Obra popular XV-XVI                                         | Begur Pl. Pella i Forgas                                                           | 41° 57′ 17″ N, 3° 12′ 22″ E / 41.954718°N,3.206205°E   | IPA-11815     | Torres de la vila: Can Pella i Forgas (Begur) · Vegeu més fotos d'aquest monument · Carregueu una nova foto d'aquest monument                                             |
| Torres de la vila: Torre del carrer Sant Ramon                                | BCIN 4032-MH         | Obra popular XVI-XVII                                       | Begur C. Sant Ramon                                                                | 41° 57′ 21″ N, 3° 12′ 27″ E / 41.955702°N,3.207608°E   | IPA-11816     | Torres de la vila: Torre del carrer Sant Ramon (Begur) · Vegeu més fotos d'aquest monument · Carregueu una nova foto d'aquest monument                                    |
| Castell Palau Comtal, o Castell-Palau de Bellcaire                            | BCIN 65-MH           | Gòtic XIII-XIV                                              | Bellcaire d'Empordà                                                                | 42° 04′ 52″ N, 3° 05′ 40″ E / 42.081047°N,3.094392°E   | RI-51-0000157 | Castell Palau Comtal (Bellcaire d'Empordà) · Vegeu més fotos d'aquest monument · Carregueu una nova foto d'aquest monument                                                |
| Castell Palau                                                                 | BCIN 92-MH           | Romànic, gòtic, renaixement XII, XVI-XVII                   | La Bisbal d'Empordà Pl. del Castell                                                | 41° 57′ 34″ N, 3° 02′ 14″ E / 41.959417°N,3.037257°E   | RI-51-0003876 | Castell Palau (la Bisbal d'Empordà) · Vegeu més fotos d'aquest monument · Carregueu una nova foto d'aquest monument                                                       |
| Castell d'Empordà, o de Llaneres                                              | BCIN 550-MH          | Gòtic-renaixement XIII-XVIII                                | La Bisbal d'Empordà Castell d'Empordà                                              | 41° 58′ 42″ N, 3° 02′ 39″ E / 41.978301°N,3.044066°E   | RI-51-0005809 | Castell d'Empordà (la Bisbal d'Empordà) · Vegeu més fotos d'aquest monument · Carregueu una nova foto d'aquest monument                                                   |
| Restes de muralla i recinte fortificat de Castell d'Empordà                   | BCIN 1834-MH         | XIII                                                        | La Bisbal d'Empordà Castell d'Empordà                                              | 41° 58′ 51″ N, 3° 02′ 42″ E / 41.980924°N,3.045082°E   | IPA-2059      | Restes de muralla i recinte fortificat de Castell d'Empordà (la Bisbal d'Empordà) · Vegeu més fotos d'aquest monument · Carregueu una nova foto d'aquest monument         |
| Muralla de l'antic nucli de la Bisbal                                         | BCIN 4055-MH         | Obra popular Medieval                                       | La Bisbal d'Empordà                                                                | 41° 57′ 37″ N, 3° 02′ 15″ E / 41.960197°N,3.037548°E   | IPA-6935      | Muralla de l'antic nucli de la Bisbal (la Bisbal d'Empordà) · Vegeu més fotos d'aquest monument · Carregueu una nova foto d'aquest monument                               |
| Torre de defensa de l'antic molí de la Torre                                  | BCIN 4066-MH         | Gòtic tardà XV-XVI                                          | La Bisbal d'Empordà Al costat de la carretera de Girona                            | 41° 58′ 24″ N, 3° 01′ 42″ E / 41.9733°N,3.028427°E     | IPA-6919      | Torre de defensa de l'antic molí de la Torre (la Bisbal d'Empordà) · Vegeu més fotos d'aquest monument · Carregueu una nova foto d'aquest monument                        |
| Castell de Calonge                                                            | BCIN 586-MH          | XIII, XIV-XV, XVI-XVII                                      | Calonge i Sant Antoni Plaça del Castell                                            | 41° 51′ 47″ N, 3° 04′ 24″ E / 41.8631361°N,3.0733889°E | RI-51-0005827 | Castell de Calonge · Vegeu més fotos d'aquest monument · Carregueu una nova foto d'aquest monument                                                                        |
| Castellbarri                                                                  | BCIN 587-MH          | Medieval                                                    | Calonge i Sant Antoni                                                              | 41° 51′ 19″ N, 3° 02′ 48″ E / 41.8552°N,3.04677°E      | RI-51-0005828 | Castellbarri (Calonge i Sant Antoni) · Vegeu més fotos d'aquest monument · Carregueu una nova foto d'aquest monument                                                      |
| Castell de la Torre Lloreta, o Can Sixt de la Torre                           | BCIN 588-MH          | Obra popular XIII, XVII-XVIII                               | Calonge i Sant Antoni                                                              | 41° 52′ 10″ N, 3° 04′ 47″ E / 41.869394°N,3.079773°E   | RI-51-0005829 | Castell de la Torre Lloreta (Calonge i Sant Antoni) · Vegeu més fotos d'aquest monument · Carregueu una nova foto d'aquest monument                                       |
| Torre Valentina                                                               | BCIN 589-MH          | XVI                                                         | Calonge i Sant Antoni Passeig de la Torre Valentina                                | 41° 50′ 14″ N, 3° 05′ 34″ E / 41.837344°N,3.092811°E   | RI-51-0005830 | Torre Valentina (Calonge i Sant Antoni) · Vegeu més fotos d'aquest monument · Carregueu una nova foto d'aquest monument                                                   |
| Torre de la Creu o Torre de la Creu del Castellar                             | BCIN 910-MH          | XVI                                                         | Calonge i Sant Antoni Puig de la Creu del Castellar                                | 41° 51′ 53″ N, 3° 03′ 45″ E / 41.864728°N,3.062631°E   | RI-51-0005832 | Torre de la Creu (Calonge i Sant Antoni) · Vegeu més fotos d'aquest monument · Carregueu una nova foto d'aquest monument                                                  |
| Restes de la Torre del Mal Ús                                                 | BCIN 911-MH          | Obra popular Medieval                                       | Calonge i Sant Antoni Vall de la Coma de les Fonts, al peu de la muntanya del Jonc | 41° 52′ 22″ N, 3° 05′ 37″ E / 41.872700°N,3.093739°E   | RI-51-0005831 | Carregueu una nova foto d'aquest monument |
| Mas Torretes, Ses Torretes                                                    | BCIN 3970-MH         | Obra popular XVI-XVII                                       | Calonge i Sant Antoni Avinguda d'Andorra, Treumal                                  | 41° 49′ 52″ N, 3° 05′ 01″ E / 41.831194°N,3.083493°E   | IPA-6977      | Mas Torretes (Calonge i Sant Antoni) · Vegeu més fotos d'aquest monument · Carregueu una nova foto d'aquest monument                                                      |
| Can Riambau                                                                   | BCIN 639-MH          | XVI                                                         | Castell d'Aro, Platja d'Aro i s'Agaró Barri de la Crota, Platja d'Aro              | 41° 48′ 46″ N, 3° 02′ 34″ E / 41.812743°N,3.042877°E   | RI-51-0005851 | Can Riambau (Castell d'Aro, Platja d'Aro i s'Agaró) · Vegeu més fotos d'aquest monument · Carregueu una nova foto d'aquest monument                                       |
| Can Daussà                                                                    | BCIN 640-MH          | XVI                                                         | Castell d'Aro, Platja d'Aro i s'Agaró Barri de la Crota, 28, Platja d'Aro          | 41° 49′ 06″ N, 3° 02′ 43″ E / 41.8184056°N,3.045325°E  | RI-51-0005850 | Can Daussà (Castell d'Aro, Platja d'Aro i s'Agaró) · Vegeu més fotos d'aquest monument · Carregueu una nova foto d'aquest monument                                        |
| Can Sicars                                                                    | BCIN 641-MH          | XVI                                                         | Castell d'Aro, Platja d'Aro i s'Agaró Av. de la Platja, 21, Castell d'Aro          | 41° 48′ 50″ N, 3° 01′ 37″ E / 41.8140194°N,3.026825°E  | RI-51-0005853 | Can Sicars (Castell d'Aro, Platja d'Aro i s'Agaró) · Vegeu més fotos d'aquest monument · Carregueu una nova foto d'aquest monument                                        |
| Can Bas                                                                       | BCIN 642-MH          | XV-XVI                                                      | Castell d'Aro, Platja d'Aro i s'Agaró Fenals d'Aro                                 | 41° 49′ 07″ N, 3° 03′ 38″ E / 41.818544°N,3.060545°E   | RI-51-0005854 | Can Bas (Castell d'Aro, Platja d'Aro i s'Agaró) · Vegeu més fotos d'aquest monument · Carregueu una nova foto d'aquest monument                                           |
| Castell de Castell d'Aro, Castell de Benedormiens                             | BCIN 1061-MH         | Medieval, XX Mitjan                                         | Castell d'Aro, Platja d'Aro i s'Agaró Pl. Santa Maria, 2, Castell d'Aro            | 41° 49′ 01″ N, 3° 01′ 54″ E / 41.816917°N,3.031687°E   | RI-51-0005849 | Castell de Castell d'Aro (Castell d'Aro, Platja d'Aro i s'Agaró) · Vegeu més fotos d'aquest monument · Carregueu una nova foto d'aquest monument                          |
| Conjunt històric de Castell d'Aro                                             | BCIN 1912-CH-EN      | Gòtic, obra popular Medieval-XXI                            | Castell d'Aro, Platja d'Aro i s'Agaró                                              | 41° 48′ 54″ N, 3° 01′ 51″ E / 41.81493°N,3.03095°E     | RI-53-0000491 | Conjunt històric de Castell d'Aro (Castell d'Aro, Platja d'Aro i s'Agaró) · Vegeu més fotos d'aquest monument · Carregueu una nova foto d'aquest monument                 |
| S'Agaró                                                                       | BCIN 1938-CH-EN      | Noucentisme XX Inici                                        | Castell d'Aro, Platja d'Aro i s'Agaró                                              | 41° 47′ 37″ N, 3° 03′ 29″ E / 41.79358°N,3.05804°E     | RI-53-0000486 | S'Agaró (Castell d'Aro, Platja d'Aro i s'Agaró) · Vegeu més fotos d'aquest monument · Carregueu una nova foto d'aquest monument                                           |
| Torre Seguera, Cal Rei, Cal Xai                                               | BCIN 1956-MH         | XVI                                                         | Castell d'Aro, Platja d'Aro i s'Agaró C. Castell i Mar, 27, Castell d'Aro          | 41° 48′ 58″ N, 3° 02′ 05″ E / 41.8162278°N,3.0347611°E | RI-51-0005852 | Torre Seguera (Castell d'Aro, Platja d'Aro i s'Agaró) · Vegeu més fotos d'aquest monument · Carregueu una nova foto d'aquest monument                                     |
| Mas Pouplana                                                                  | BCIN 4196-MH         | Gòtic tardà, obra popular XVII-XIX                          | Castell d'Aro, Platja d'Aro i s'Agaró Av. del Castell d'Aro, 132, Platja d'Aro     | 41° 48′ 56″ N, 3° 02′ 49″ E / 41.815500°N,3.046806°E   | IPA-6983      | Mas Pouplana (Castell d'Aro, Platja d'Aro i s'Agaró) · Vegeu més fotos d'aquest monument · Carregueu una nova foto d'aquest monument                                      |
| Casa rectoral de Castell d'Aro                                                | BCIN 4197-MH (escut) | Renaixement, obra popular, barroc XVI                       | Castell d'Aro, Platja d'Aro i s'Agaró C. del Calvari, 3                            | 41° 48′ 55″ N, 3° 01′ 45″ E / 41.815194°N,3.029056°E   | IPA-7000      | Carregueu una nova foto d'aquest monument |
| Castell de Colomers                                                           | BCIN 694-MH          | Obra popular XV-XVI, XVII                                   | Colomers Pl. de la Vila                                                            | 42° 05′ 03″ N, 2° 59′ 15″ E / 42.084073°N,2.987597°E   | RI-51-0005870 | Castell de Colomers · Vegeu més fotos d'aquest monument · Carregueu una nova foto d'aquest monument                                                                       |
| Fortificacions de Colomers                                                    | BCIN 695-MH          | Medieval                                                    | Colomers                                                                           | 42° 05′ 02″ N, 2° 59′ 16″ E / 42.0837944°N,2.98775°E   | RI-51-0005871 | Fortificacions de Colomers · Vegeu més fotos d'aquest monument · Carregueu una nova foto d'aquest monument                                                                |
| Castell de Corçà                                                              | BCIN 703-MH          | XIV-XV                                                      | Corçà                                                                              | 41° 59′ 25″ N, 3° 01′ 05″ E / 41.9902194°N,3.0180806°E | RI-51-0005872 | Carregueu una nova foto d'aquest monument |
| Castell de l'Alberg, Can Caramany                                             | BCIN 704-MH          | Obra popular XVI-XVII                                       | Corçà                                                                              | 41° 59′ 22″ N, 3° 00′ 55″ E / 41.989563°N,3.015225°E   | RI-51-0005873 | Castell de l'Alberg (Corçà) · Vegeu més fotos d'aquest monument · Carregueu una nova foto d'aquest monument                                                               |
| Torre Guinarda, Torre Foixanta                                                | BCIN 705-MH          | XV                                                          | Corçà                                                                              | 41° 58′ 41″ N, 3° 01′ 40″ E / 41.97817°N,3.02764°E     | RI-51-0005874 | Torre Guinarda (Corçà) · Vegeu més fotos d'aquest monument · Carregueu una nova foto d'aquest monument                                                                    |
| Can Savall de Planils                                                         | BCIN 706-MH          | Obra popular XV-XVI, XX                                     | Corçà                                                                              | 41° 59′ 52″ N, 2° 59′ 35″ E / 41.997769°N,2.993183°E   | RI-51-0005875 | Can Savall de Planils (Corçà) · Vegeu més fotos d'aquest monument · Carregueu una nova foto d'aquest monument                                                             |
| Mur de fortificació de Casavells                                              | BCIN 707-MH          | Medieval                                                    | Corçà Pl. Major                                                                    | 42° 00′ 07″ N, 3° 02′ 00″ E / 42.001922°N,3.033412°E   | RI-51-0005876 | Carregueu una nova foto d'aquest monument |
| Església de Sant Miquel de Cruïlles, o Monestir de Sant Miquel de Cruïlles    | BCIN 108-MH          | Romànic XI-XII, XVI                                         | Cruïlles, Monells i Sant Sadurní de l'Heura                                        | 41° 57′ 14″ N, 3° 00′ 17″ E / 41.953974°N,3.00472°E    | RI-51-0000564 | Església de Sant Miquel de Cruïlles (Cruïlles, Monells i Sant Sadurní de l'Heura) · Vegeu més fotos d'aquest monument · Carregueu una nova foto d'aquest monument         |
| Castell de Cruïlles                                                           | BCIN 715-MH          | Romànic XI-XII                                              | Cruïlles, Monells i Sant Sadurní de l'Heura                                        | 41° 57′ 22″ N, 3° 00′ 40″ E / 41.956134°N,3.011205°E   | RI-51-0005880 | Castell de Cruïlles (Cruïlles, Monells i Sant Sadurní de l'Heura) · Vegeu més fotos d'aquest monument · Carregueu una nova foto d'aquest monument                         |
| Restes de les antigues muralles de Cruïlles                                   | BCIN 716-MH          | XII-XVI                                                     | Cruïlles, Monells i Sant Sadurní de l'Heura                                        | 41° 57′ 20″ N, 3° 00′ 43″ E / 41.955533°N,3.011814°E   | RI-51-0005881 | Restes de les antigues muralles de Cruïlles (Cruïlles, Monells i Sant Sadurní de l'Heura) · Vegeu més fotos d'aquest monument · Carregueu una nova foto d'aquest monument |
| El Castell de Sant Cebrià dels Alls                                           | BCIN 717-MH          | XVI-XVII, XIX                                               | Cruïlles, Monells i Sant Sadurní de l'Heura                                        | 41° 53′ 14″ N, 3° 00′ 51″ E / 41.8872972°N,3.0141111°E | RI-51-0005882 | El Castell de Sant Cebrià dels Alls (Cruïlles, Monells i Sant Sadurní de l'Heura) · Vegeu més fotos d'aquest monument · Carregueu una nova foto d'aquest monument         |
| Castell de Monells                                                            | BCIN 718-MH          | XIII-XIV, XV                                                | Cruïlles, Monells i Sant Sadurní de l'Heura                                        | 41° 58′ 27″ N, 2° 59′ 57″ E / 41.97403°N,2.999129°E    | RI-51-0005883 | Castell de Monells (Cruïlles, Monells i Sant Sadurní de l'Heura) · Vegeu més fotos d'aquest monument · Carregueu una nova foto d'aquest monument                          |
| Mas de la Torre de Monells                                                    | BCIN 719-MH          | XVI                                                         | Cruïlles, Monells i Sant Sadurní de l'Heura                                        | 41° 58′ 24″ N, 3° 00′ 27″ E / 41.973215°N,3.007628°E   | RI-51-0005884 | Mas de la Torre de Monells (Cruïlles, Monells i Sant Sadurní de l'Heura) · Vegeu més fotos d'aquest monument · Carregueu una nova foto d'aquest monument                  |
| Castell de Foixà                                                              | BCIN 338-MH          | Renaixement XVI, XVIII-XIX                                  | Foixà Barri de la Vila                                                             | 42° 02′ 10″ N, 3° 00′ 03″ E / 42.036059°N,3.000739°E   | RI-51-0005902 | Castell de Foixà · Vegeu més fotos d'aquest monument · Carregueu una nova foto d'aquest monument                                                                          |
| Recinte fortificat de Foixà                                                   | BCIN 1074-MH         | XII-XVI                                                     | Foixà Nucli antic de Foixà                                                         | 42° 02′ 10″ N, 3° 00′ 03″ E / 42.036229°N,3.000931°E   | RI-51-0005903 | Carregueu una nova foto d'aquest monument |
| Castell de Fontanilles dit el Castellot                                       | BCIN 857-MH          | XII                                                         | Fontanilles                                                                        | 42° 00′ 32″ N, 3° 06′ 26″ E / 42.00900°N,3.10729°E     | RI-51-0005904 | Carregueu una nova foto d'aquest monument |
| Castell de Vulpellac                                                          | BCIN 119-MH          | Renaixement XVI                                             | Forallac Vulpellac                                                                 | 41° 57′ 37″ N, 3° 03′ 17″ E / 41.960288°N,3.054596°E   | RI-51-0000573 | Castell de Vulpellac (Forallac) · Vegeu més fotos d'aquest monument · Carregueu una nova foto d'aquest monument                                                           |
| Castell de Peralta                                                            | BCIN 865-MH          | XI-XIV                                                      | Forallac Santa Susanna de Peralta, Peratallada                                     | 41° 57′ 17″ N, 3° 05′ 27″ E / 41.9548278°N,3.0909528°E | RI-51-0005907 | Castell de Peralta (Forallac) · Vegeu més fotos d'aquest monument · Carregueu una nova foto d'aquest monument                                                             |
| Mas Comes del Brugar                                                          | BCIN 866-MH          | XVI-XVII                                                    | Forallac Al nord-oest del municipi, tocant la Bisbal de l'Empordà                  | 41° 58′ 01″ N, 3° 02′ 58″ E / 41.967056°N,3.0494056°E  | RI-51-0005908 | Carregueu una nova foto d'aquest monument |
| Castell de Peratallada                                                        | BCIN 1062-MH         | Gòtic X, XIII-XIV, XVII-XVIII                               | Forallac Peratallada                                                               | 41° 58′ 39″ N, 3° 05′ 23″ E / 41.9776°N,3.089677°E     | RI-51-0005906 | Castell de Peratallada (Forallac) · Vegeu més fotos d'aquest monument · Carregueu una nova foto d'aquest monument                                                         |
| Nucli històric de Peratallada                                                 | BCIN 1911-CH-EN      | Romànic, gòtic Medieval-XXI                                 | Forallac                                                                           | 41° 58′ 38″ N, 3° 05′ 24″ E / 41.977107°N,3.090062°E   | RI-53-0000196 | Nucli històric de Peratallada (Forallac) · Vegeu més fotos d'aquest monument · Carregueu una nova foto d'aquest monument                                                  |
| Nucli històric de Vulpellac                                                   | BCIN 1914-CH-EN      | Gòtic, renaixement, obra popular Medieval-XXI               | Forallac                                                                           | 41° 57′ 37″ N, 3° 03′ 16″ E / 41.960151°N,3.054560°E   | RI-53-0000664 | Nucli històric de Vulpellac (Forallac) · Vegeu més fotos d'aquest monument · Carregueu una nova foto d'aquest monument                                                    |
| Església de Sant Julià i Santa Basilissa, o Església del castell de Vulpellac | BCIN 1916-MH         | Gòtic, renaixement, barroc XVI-XVII, XVIII                  | Forallac Vulpellac                                                                 | 41° 57′ 36″ N, 3° 03′ 17″ E / 41.960089°N,3.054587°E   | RI-51-0000574 | Església de Sant Julià i Santa Basilissa (Forallac) · Vegeu més fotos d'aquest monument · Carregueu una nova foto d'aquest monument                                       |
| Recinte fortificat de Vulpellac                                               | BCIN 4100-MH         | XIII-XIV                                                    | Forallac Envoltant el recinte medieval, Vulpellac                                  | 41° 57′ 37″ N, 3° 03′ 15″ E / 41.960202°N,3.054214°E   | IPA-7105      | Recinte fortificat de Vulpellac (Forallac) · Vegeu més fotos d'aquest monument · Carregueu una nova foto d'aquest monument                                                |
| Muralles de Peratallada                                                       | BCIN 4206-MH         | XII-XIV                                                     | Forallac Peratallada                                                               | 41° 58′ 39″ N, 3° 05′ 23″ E / 41.977623°N,3.089714°E   | IPA-7113      | Muralles de Peratallada (Forallac) · Vegeu més fotos d'aquest monument · Carregueu una nova foto d'aquest monument                                                        |
| Molí de Gualta                                                                | BCIN 925-MH          | Obra popular, gòtic XIV, XVIII                              | Gualta                                                                             | 42° 01′ 40″ N, 3° 06′ 15″ E / 42.027663°N,3.104112°E   | RI-51-0005927 | Molí de Gualta · Vegeu més fotos d'aquest monument · Carregueu una nova foto d'aquest monument                                                                            |
| Castell de Jafre                                                              | BCIN 951-MH          | XIII-XIV                                                    | Jafre C. de la Creu                                                                | 42° 04′ 22″ N, 3° 00′ 40″ E / 42.0727139°N,3.0110917°E | RI-51-0005928 | Castell de Jafre · Vegeu més fotos d'aquest monument · Carregueu una nova foto d'aquest monument                                                                          |
| La Torre Simona                                                               | BCIN 1100-MH         | XIV-XV                                                      | Mont-ras Camí ral de Palafrugell a Palamós, nucli de Torre Simona                  | 41° 53′ 52″ N, 3° 09′ 01″ E / 41.8977972°N,3.1503806°E | RI-51-0005964 | La Torre Simona (Mont-ras) · Vegeu més fotos d'aquest monument · Carregueu una nova foto d'aquest monument                                                                |
| Torre de Can Colom                                                            | BCIN 1101-MH         | Medieval                                                    | Mont-ras Pujol darrera el Mas de Cucala                                            | 41° 54′ 24″ N, 3° 08′ 36″ E / 41.906624°N,3.143207°E   | RI-51-0005965 | Carregueu una nova foto d'aquest monument |
| Restes de la muralla medieval                                                 | BCIN 1160-MH         | XV-XVI                                                      | Palafrugell Pl. Nova                                                               | 41° 55′ 01″ N, 3° 09′ 53″ E / 41.916817°N,3.16462°E    | RI-51-0005975 | Restes de la muralla medieval (Palafrugell) · Vegeu més fotos d'aquest monument · Carregueu una nova foto d'aquest monument                                               |
| Torre de Can Boera                                                            | BCIN 1161-MH         | XVI-XVII                                                    | Palafrugell C. de la Font, 43-45 - c. d'Anselm Clavé, 12-16                        | 41° 54′ 56″ N, 3° 09′ 38″ E / 41.915613°N,3.160581°E   | RI-51-0005976 | Torre de Can Boera (Palafrugell) · Vegeu més fotos d'aquest monument · Carregueu una nova foto d'aquest monument                                                          |
| Torre del Mas Fina                                                            | BCIN 1162-MH         | Obra popular XVI-XVII                                       | Palafrugell Ermedàs                                                                | 41° 53′ 40″ N, 3° 09′ 48″ E / 41.894309°N,3.163309°E   | RI-51-0005979 | Torre del Mas Fina (Palafrugell) · Vegeu més fotos d'aquest monument · Carregueu una nova foto d'aquest monument                                                          |
| Can Borrull, dit Torre dels Moros                                             | BCIN 1163-MH         | XVI-XVII                                                    | Palafrugell Santa Margarida                                                        | 41° 54′ 27″ N, 3° 10′ 20″ E / 41.907391°N,3.172186°E   | RI-51-0005980 | Can Borrull (Palafrugell) · Vegeu més fotos d'aquest monument · Carregueu una nova foto d'aquest monument                                                                 |
| Torre Roja                                                                    | BCIN 1164-MH         | Obra popular XVI-XVII                                       | Palafrugell Els Lladrès, Ermedàs                                                   | 41° 54′ 16″ N, 3° 09′ 50″ E / 41.904431°N,3.163806°E   | RI-51-0005981 | Torre Roja (Palafrugell) · Vegeu més fotos d'aquest monument · Carregueu una nova foto d'aquest monument                                                                  |
| Torre dels Moros                                                              | BCIN 1165-MH         | XVII-XVIII                                                  | Palafrugell Puig de les Torretes                                                   | 41° 55′ 17″ N, 3° 09′ 32″ E / 41.921442°N,3.158848°E   | RI-51-0005977 | Torre dels Moros (Palafrugell) · Vegeu més fotos d'aquest monument · Carregueu una nova foto d'aquest monument                                                            |
| Torre de Vila-seca                                                            | BCIN 1166-MH         | XVI-XVII                                                    | Palafrugell C. de Vila-seca, 21                                                    | 41° 55′ 02″ N, 3° 10′ 27″ E / 41.917357°N,3.174071°E   | RI-51-0005984 | Torre Vila-seca (Palafrugell) · Vegeu més fotos d'aquest monument · Carregueu una nova foto d'aquest monument                                                             |
| Torre de Sant Sebastià                                                        | BCIN 1167-MH-EN      | XVI-XVII                                                    | Palafrugell Santuari de Sant Sebastià de la Guarda                                 | 41° 53′ 50″ N, 3° 12′ 10″ E / 41.897118°N,3.202877°E   | RI-51-0005978 | Torre de Sant Sebastià (Palafrugell) · Vegeu més fotos d'aquest monument · Carregueu una nova foto d'aquest monument                                                      |
| Torre de Calella                                                              | BCIN 1168-MH         | XVI-XVII                                                    | Palafrugell Pg. de la Torre, 30, Calella                                           | 41° 53′ 20″ N, 3° 11′ 25″ E / 41.889019°N,3.190269°E   | RI-51-0005982 | Torre de Calella (Palafrugell) · Vegeu més fotos d'aquest monument · Carregueu una nova foto d'aquest monument                                                            |
| Castell de Cap Roig                                                           | BCIN 1169-MH         | Historicisme XX                                             | Palafrugell Cap Roig                                                               | 41° 52′ 38″ N, 3° 10′ 39″ E / 41.877291°N,3.177468°E   | RI-51-0005983 | Castell de Cap Roig (Palafrugell) · Vegeu més fotos d'aquest monument · Carregueu una nova foto d'aquest monument                                                         |
| Torre de Can Mario                                                            | BCIN 1903-MH-EN      | Arquitectura del ferro General Guitart i Lostaló XX (1904)  | Palafrugell Pl. de Can Mario                                                       | 41° 55′ 07″ N, 3° 09′ 58″ E / 41.918522°N,3.165976°E   | RI-51-0010489 | Torre de Can Mario (Palafrugell) · Vegeu més fotos d'aquest monument · Carregueu una nova foto d'aquest monument                                                          |
| Port Bo                                                                       | BCIN 1928-CH-EN      | Obra popular XVIII                                          | Palafrugell                                                                        | 41° 53′ 18″ N, 3° 11′ 07″ E / 41.88837°N,3.18525°E     | RI-53-0000479 | Port Bo (Calella de Palafrugell) · Vegeu més fotos d'aquest monument · Carregueu una nova foto d'aquest monument                                                          |
| Castell de Sant Esteve de Mar                                                 | BCIN 1170-MH         | XIII-XVIII                                                  | Palamós                                                                            | 41° 51′ 30″ N, 3° 08′ 51″ E / 41.8582556°N,3.1475917°E | RI-51-0005985 | Castell de Sant Esteve de Mar (Palamós) · Vegeu més fotos d'aquest monument · Carregueu una nova foto d'aquest monument                                                   |
| Castell de Vila-romà                                                          | BCIN 1171-MH         | Medieval                                                    | Palamós                                                                            | 41° 52′ 56″ N, 3° 06′ 28″ E / 41.8820861°N,3.1077861°E | RI-51-0005986 | Castell de Vila-romà (Palamós) · Vegeu més fotos d'aquest monument · Carregueu una nova foto d'aquest monument                                                            |
| Mas de la Pietat                                                              | BCIN 1172-MH         | XVI-XVII                                                    | Palamós                                                                            | 41° 52′ 17″ N, 3° 07′ 18″ E / 41.871425°N,3.1216417°E  | RI-51-0005989 | Mas de la Pietat (Palamós) · Vegeu més fotos d'aquest monument · Carregueu una nova foto d'aquest monument                                                                |
| La Torre Mirona                                                               | BCIN 1173-MH         | XVI-XVII                                                    | Palamós                                                                            | 41° 52′ 27″ N, 3° 08′ 58″ E / 41.8742583°N,3.1493806°E | RI-51-0005990 | Carregueu una nova foto d'aquest monument |
| Mas Agustí, Torre del Mas Agustí                                              | BCIN 1174-MH         | XVI-XVII                                                    | Palamós C. de Mas Juny, Sant Esteve de la Fosca                                    | 41° 51′ 49″ N, 3° 08′ 44″ E / 41.8636972°N,3.1455361°E | RI-51-0005991 | Mas Agustí (Palamós) · Vegeu més fotos d'aquest monument · Carregueu una nova foto d'aquest monument                                                                      |
| Mas Juny                                                                      | BCIN 1175-MH         | XVI-XVII                                                    | Palamós Sobre la cala s'Alguer                                                     | 41° 51′ 48″ N, 3° 09′ 10″ E / 41.86345°N,3.1527889°E   | RI-51-0005987 | Mas Juny (Palamós) · Vegeu més fotos d'aquest monument · Carregueu una nova foto d'aquest monument                                                                        |
| Torre del Mas Pepó                                                            | BCIN 1176-MH         | XVI-XVII                                                    | Palamós                                                                            | 41° 51′ 51″ N, 3° 08′ 28″ E / 41.864045°N,3.141220°E   | RI-51-0005992 | Torre del Mas Pepó (Palamós) · Vegeu més fotos d'aquest monument · Carregueu una nova foto d'aquest monument                                                              |
| Torre del Mas Xec, antic Mas Bofill                                           | BCIN 1924-MH         | Obra popular XVI-XVII                                       | Palamós Camí de la Torre Mirona                                                    | 41° 52′ 12″ N, 3° 08′ 31″ E / 41.870092°N,3.142036°E   | RI-51-0005988 | Carregueu una nova foto d'aquest monument |
| Cala s'Alguer                                                                 | BCIN 1932-CH-EN      | Obra popular                                                | Palamós                                                                            | 41° 51′ 44″ N, 3° 09′ 07″ E / 41.86216°N,3.15189°E     | RI-53-0000481 | Cala s'Alguer (Palamós) · Vegeu més fotos d'aquest monument · Carregueu una nova foto d'aquest monument                                                                   |
| Església de Sant Julià de Boada                                               | BCIN 168-MH          | Preromànic X                                                | Palau-sator Sant Julià de Boada                                                    | 41° 59′ 07″ N, 3° 07′ 19″ E / 41.985391°N,3.121933°E   | RI-51-0000568 | Ermita de Sant Julià de Boada (Palau-sator) · Vegeu més fotos d'aquest monument · Carregueu una nova foto d'aquest monument                                               |
| Castell de Palau-sator                                                        | BCIN 1180-MH         | X-XI, XIV-XV                                                | Palau-sator                                                                        | 41° 59′ 23″ N, 3° 06′ 36″ E / 41.989658°N,3.110073°E   | RI-51-0005993 | Castell de Palau-sator · Vegeu més fotos d'aquest monument · Carregueu una nova foto d'aquest monument                                                                    |
| Torre Portal, dita de les Hores                                               | BCIN 1181-MH         | XIV                                                         | Palau-sator                                                                        | 41° 59′ 20″ N, 3° 06′ 37″ E / 41.988833°N,3.110333°E   | RI-51-0005995 | Torre Portal (Palau-sator) · Vegeu més fotos d'aquest monument · Carregueu una nova foto d'aquest monument                                                                |
| Torre cilíndrica a Pantaleu                                                   | BCIN 1182-MH         | XVI-XVII                                                    | Palau-sator                                                                        | 41° 59′ 20″ N, 3° 06′ 35″ E / 41.988833°N,3.109861°E   | RI-51-0005996 | Torre cilíndrica a Pantaleu (Palau-sator) · Vegeu més fotos d'aquest monument · Carregueu una nova foto d'aquest monument                                                 |
| Nucli intramurs de la vila de Palau-sator                                     | BCIN 1915-CH         | Romànic, gòtic, obra popular Medieval-XXI                   | Palau-sator                                                                        | 41° 59′ 21″ N, 3° 06′ 36″ E / 41.98926°N,3.11011°E     | IPA-6746      | Nucli intramurs de la vila de Palau-sator · Vegeu més fotos d'aquest monument · Carregueu una nova foto d'aquest monument                                                 |
| Muralles de Palau-sator                                                       | BCIN 3867-MH         | Romànic, gòtic XII-XVI                                      | Palau-sator                                                                        | 41° 59′ 22″ N, 3° 06′ 36″ E / 41.989437°N,3.11°E       | RI-51-0005994 | Carregueu una nova foto d'aquest monument |
| Pals, barri del Pedró                                                         | BCIN 171-CH          | Gòtic XII-XXI                                               | Pals                                                                               | 41° 58′ 18″ N, 3° 08′ 37″ E / 41.97163°N,3.14352°E     | RI-53-0000165 | Barri del Pedró (Pals) · Vegeu més fotos d'aquest monument · Carregueu una nova foto d'aquest monument                                                                    |
| Castell de Pals, Torre de les Hores                                           | BCIN 1063-MH         | Medieval                                                    | Pals                                                                               | 41° 58′ 18″ N, 3° 08′ 40″ E / 41.971791°N,3.144455°E   | RI-51-0006004 | Castell de Pals · Vegeu més fotos d'aquest monument · Carregueu una nova foto d'aquest monument                                                                           |
| Muralles de Pals                                                              | BCIN 1064-MH         | XIV                                                         | Pals                                                                               | 41° 58′ 25″ N, 3° 08′ 40″ E / 41.973547°N,3.144388°E   | RI-51-0006005 | Muralles de Pals · Vegeu més fotos d'aquest monument · Carregueu una nova foto d'aquest monument                                                                          |
| Torre d'en Deri, Mas de Torrepedrosa, Torre Padrissa                          | BCIN 1065-MH         | Obra popular, gòtic XVI-XVII                                | Pals Can Jofre                                                                     | 41° 59′ 02″ N, 3° 09′ 19″ E / 41.983859°N,3.1554°E     | RI-51-0006006 | Torre d'en Deri (Pals) · Vegeu més fotos d'aquest monument · Carregueu una nova foto d'aquest monument                                                                    |
| La Torre, Torre Bertrana                                                      | BCIN 1066-MH         | XVI-XVII                                                    | Pals                                                                               | 41° 59′ 41″ N, 3° 10′ 08″ E / 41.994833°N,3.168972°E   | RI-51-0006007 | Carregueu una nova foto d'aquest monument |
| Mas Tomasí                                                                    | BCIN 1067-MH         | XVI-XVII                                                    | Pals Els Masos de Pals                                                             | 41° 58′ 50″ N, 3° 10′ 08″ E / 41.980575°N,3.168942°E   | RI-51-0006008 | Mas Tomasí (Pals) · Vegeu més fotos d'aquest monument · Carregueu una nova foto d'aquest monument                                                                         |
| Torre Mora, Torre de la Platja                                                | BCIN 1068-MH         | Obra popular XV-XVII                                        | Pals                                                                               | 41° 59′ 02″ N, 3° 12′ 07″ E / 41.983945°N,3.201935°E   | RI-51-0006009 | Torre Mora (Pals) · Vegeu més fotos d'aquest monument · Carregueu una nova foto d'aquest monument                                                                         |
| Església fortificada de Sant Feliu                                            | BCIN 1205-MH         | XV                                                          | Parlavà                                                                            | 42° 01′ 20″ N, 3° 01′ 48″ E / 42.022245°N,3.030048°E   | RI-51-0006012 | Església fortificada de Sant Feliu (Parlavà) · Vegeu més fotos d'aquest monument · Carregueu una nova foto d'aquest monument                                              |
| Castell de Fonolleres                                                         | BCIN 1206-MH         |                                                             | Parlavà Fonolleres                                                                 | 42° 01′ 17″ N, 3° 03′ 08″ E / 42.021290°N,3.052279°E   | RI-51-0006013 | Carregueu una nova foto d'aquest monument |
| Casal fortificat Mas de Puig                                                  | BCIN 1207-MH         | XVII                                                        | Parlavà                                                                            | 42° 01′ 13″ N, 3° 01′ 47″ E / 42.020196°N,3.029753°E   | RI-51-0006014 | Carregueu una nova foto d'aquest monument |
| Mas Cros                                                                      | BCIN 1208-MH         |                                                             | Parlavà                                                                            | 42° 01′ 21″ N, 3° 01′ 44″ E / 42.022418°N,3.028843°E   | RI-51-0006015 | Carregueu una nova foto d'aquest monument |
| Castell de Púbol i església del castell                                       | BCIN 377-MH          | Gòtic tardà XI, XIV-XVI                                     | La Pera                                                                            | 42° 00′ 53″ N, 2° 59′ 00″ E / 42.014799°N,2.983372°E   | RI-51-0006021 | Castell de Púbol i església del castell (la Pera) · Vegeu més fotos d'aquest monument · Carregueu una nova foto d'aquest monument                                         |
| La Força de la Pera                                                           | BCIN 1069-MH         | Medieval                                                    | La Pera                                                                            | 42° 01′ 14″ N, 2° 58′ 26″ E / 42.020546°N,2.973785°E   | RI-51-0006020 | La Força de la Pera · Vegeu més fotos d'aquest monument · Carregueu una nova foto d'aquest monument                                                                       |
| Muralles de Púbol                                                             | BCIN 1070-MH         | Medieval                                                    | La Pera Púbol                                                                      | 42° 00′ 51″ N, 2° 59′ 00″ E / 42.014251°N,2.983442°E   | RI-51-0006022 | Muralles de Púbol (la Pera) · Vegeu més fotos d'aquest monument · Carregueu una nova foto d'aquest monument                                                               |
| Recinte fortificat                                                            | BCIN 1348-MH         | XIV-XV                                                      | Regencós                                                                           | 41° 57′ 07″ N, 3° 10′ 10″ E / 41.952065°N,3.169537°E   | RI-51-0006045 | Recinte fortificat (Regencós) · Vegeu més fotos d'aquest monument · Carregueu una nova foto d'aquest monument                                                             |
| Castell de Rupià                                                              | BCIN 1332-MH         | Gòtic XIV-XV                                                | Rupià                                                                              | 42° 01′ 14″ N, 3° 00′ 39″ E / 42.020426°N,3.010736°E   | RI-51-0004930 | Castell de Rupià · Vegeu més fotos d'aquest monument · Carregueu una nova foto d'aquest monument                                                                          |
| Muralles de Rupià                                                             | BCIN 1333-MH         | XIV-XV                                                      | Rupià                                                                              | 42° 01′ 23″ N, 3° 00′ 44″ E / 42.023141°N,3.012088°E   | RI-51-0001365 | Carregueu una nova foto d'aquest monument |
| Monestir de Sant Feliu                                                        | BCIN 189-MH          | Preromànic, romànic, gòtic, barroc X-XI, XII, XIV-XV, XVIII | Sant Feliu de Guíxols Pl. del Monestir                                             | 41° 46′ 49″ N, 3° 01′ 36″ E / 41.780181°N,3.02676°E    | RI-51-0000571 | Monestir de Sant Feliu (Sant Feliu de Guíxols) · Vegeu més fotos d'aquest monument · Carregueu una nova foto d'aquest monument                                            |
| Nou Casino de La Constància, Casino dels Nois                                 | BCIN 194-MH          | Historicisme General Guitart i Lostaló XIX (1890, 1899)     | Sant Feliu de Guíxols Rbla. Portalet, 2 - pg. Guíxols, 1                           | 41° 46′ 54″ N, 3° 01′ 56″ E / 41.781671°N,3.032122°E   | RI-51-0005023 | Nou Casino de La Constància (Sant Feliu de Guíxols) · Vegeu més fotos d'aquest monument · Carregueu una nova foto d'aquest monument                                       |
| Castell de Sant Elm                                                           | BCIN 1071-MH         | Medieval                                                    | Sant Feliu de Guíxols                                                              | 41° 46′ 29″ N, 3° 01′ 36″ E / 41.774710°N,3.026671°E   | RI-51-0006069 | Carregueu una nova foto d'aquest monument |
| Muralla de Sant Feliu                                                         | BCIN 4023-MH-ZA      | XIV-XVII                                                    | Sant Feliu de Guíxols Nucli antic                                                  | 41° 46′ 51″ N, 3° 01′ 39″ E / 41.780881°N,3.027377°E   | IPA-37601     | Muralla de Sant Feliu (Sant Feliu de Guíxols) · Vegeu més fotos d'aquest monument · Carregueu una nova foto d'aquest monument                                             |
| Castell de Solius                                                             | BCIN 1399-MH         | Medieval                                                    | Santa Cristina d'Aro Solius                                                        | 41° 48′ 37″ N, 2° 57′ 51″ E / 41.810181°N,2.964242°E   | RI-51-0006106 | Castell de Solius (Santa Cristina d'Aro) · Vegeu més fotos d'aquest monument · Carregueu una nova foto d'aquest monument                                                  |
| Castell de Sant Iscle o torre i murs de la fortificació de Sant Iscle         | BCIN 1562-MH         | XIII-XVII                                                   | Serra de Daró Sant Iscle d'Empordà                                                 | 42° 01′ 53″ N, 3° 03′ 23″ E / 42.031457°N,3.056284°E   | RI-51-0006115 | Castell de Sant Iscle (Serra de Daró) · Vegeu més fotos d'aquest monument · Carregueu una nova foto d'aquest monument                                                     |
| El Mas Cunyà                                                                  | BCIN 1563-MH         | Obra popular                                                | Serra de Daró                                                                      | 42° 01′ 27″ N, 3° 03′ 57″ E / 42.024122°N,3.065769°E   | RI-51-0006116 | Carregueu una nova foto d'aquest monument |
| Mas Serrallers                                                                | BCIN 1564-MH         | XVI                                                         | Serra de Daró                                                                      | 42° 01′ 43″ N, 3° 04′ 21″ E / 42.028487°N,3.072495°E   | RI-51-0006117 | Mas Serrallers (Serra de Daró) · Vegeu més fotos d'aquest monument · Carregueu una nova foto d'aquest monument                                                            |
| Castell de la Tallada                                                         | BCIN 1442-MH         | Romànic XIV-XV, XVI                                         | La Tallada d'Empordà                                                               | 42° 04′ 49″ N, 3° 03′ 19″ E / 42.080204°N,3.055198°E   | RI-51-0006120 | Castell de la Tallada (la Tallada d'Empordà) · Vegeu més fotos d'aquest monument · Carregueu una nova foto d'aquest monument                                              |
| Església de la Tallada o Església parroquial de Santa Maria                   | BCIN 1849-MH         | Romànic XII-XIII, XVIII                                     | La Tallada d'Empordà                                                               | 42° 04′ 48″ N, 3° 03′ 21″ E / 42.080038°N,3.055815°E   | RI-51-0006121 | Església de la Tallada (la Tallada d'Empordà) · Vegeu més fotos d'aquest monument · Carregueu una nova foto d'aquest monument                                             |
| Castell de Torrent                                                            | BCIN 1656-MH         | XIV-XV                                                      | Torrent Pl. Major                                                                  | 41° 57′ 07″ N, 3° 07′ 39″ E / 41.951944°N,3.127583°E   | RI-51-0006123 | Castell de Torrent · Vegeu més fotos d'aquest monument · Carregueu una nova foto d'aquest monument                                                                        |
| Castell del Montgrí, Castell de Santa Caterina                                | BCIN 1659-MH         | Gòtic XIII-XIV                                              | Torroella de Montgrí                                                               | 42° 03′ 08″ N, 3° 07′ 54″ E / 42.05213°N,3.13163°E     | RI-51-0006126 | Castell de Montgrí (Torroella de Montgrí) · Vegeu més fotos d'aquest monument · Carregueu una nova foto d'aquest monument                                                 |
| Recinte murat de Torroella, Torre de les Bruixes                              | BCIN 1660-MH         | XIV-XV                                                      | Torroella de Montgrí                                                               | 42° 02′ 36″ N, 3° 07′ 26″ E / 42.043259°N,3.124027°E   | RI-51-0006127 | Recinte murat de Torroella (Torroella de Montgrí) · Vegeu més fotos d'aquest monument · Carregueu una nova foto d'aquest monument                                         |
| La Torre Moratxa                                                              | BCIN 1661-MH         | XIV-XV                                                      | Torroella de Montgrí Al cim homònim al nord-nord-est del nucli de l'Estartit       | 42° 03′ 20″ N, 3° 11′ 01″ E / 42.055691°N,3.183687°E   | RI-51-0006129 | La Torre Moratxa (Torroella de Montgrí) · Vegeu més fotos d'aquest monument · Carregueu una nova foto d'aquest monument                                                   |
| Torre Gran                                                                    | BCIN 1662-MH         | XVI                                                         | Torroella de Montgrí                                                               | 42° 03′ 08″ N, 3° 10′ 15″ E / 42.052325°N,3.1707639°E  | RI-51-0006131 | Torre Gran (Torroella de Montgrí) · Vegeu més fotos d'aquest monument · Carregueu una nova foto d'aquest monument                                                         |
| Torre Begura                                                                  | BCIN 1663-MH         | XVI                                                         | Torroella de Montgrí Prop de la ctra. de Torroella a l'Estartit                    | 42° 02′ 27″ N, 3° 09′ 13″ E / 42.040880°N,3.1535222°E  | RI-51-0006130 | Torre Begura (Torroella de Montgrí) · Vegeu més fotos d'aquest monument · Carregueu una nova foto d'aquest monument                                                       |
| Torre Martina, Torre Mirona                                                   | BCIN 1664-MH         | XVI-XVII                                                    | Torroella de Montgrí                                                               | 42° 02′ 56″ N, 3° 09′ 38″ E / 42.049005°N,3.160559°E   | RI-51-0006133 | Torre Martina (Torroella de Montgrí) · Vegeu més fotos d'aquest monument · Carregueu una nova foto d'aquest monument                                                      |
| La Quintaneta                                                                 | BCIN 1665-MH         | XVI-XVII                                                    | Torroella de Montgrí                                                               | 42° 02′ 49″ N, 3° 09′ 25″ E / 42.0468361°N,3.15705°E   | RI-51-0006132 | La Quintaneta (Torroella de Montgrí) · Vegeu més fotos d'aquest monument · Carregueu una nova foto d'aquest monument                                                      |
| Torre Ferrana                                                                 | BCIN 1667-MH         | XVI-XVII                                                    | Torroella de Montgrí                                                               | 42° 04′ 59″ N, 3° 07′ 54″ E / 42.0830139°N,3.1317722°E | RI-51-0006135 | Torre Ferrana (Torroella de Montgrí) · Vegeu més fotos d'aquest monument · Carregueu una nova foto d'aquest monument                                                      |
| Torre Ponça                                                                   | BCIN 1668-MH         | XVI-XVII                                                    | Torroella de Montgrí                                                               | 42° 03′ 40″ N, 3° 11′ 19″ E / 42.0611333°N,3.1886611°E | RI-51-0006136 | Torre Ponça (Torroella de Montgrí) · Vegeu més fotos d'aquest monument · Carregueu una nova foto d'aquest monument                                                        |
| Mas Ral                                                                       | BCIN 3958-MH         | XVI-XVII                                                    | Torroella de Montgrí A la ctra. entre Torroella de Montgrí i l'Estartit            | 42° 02′ 45″ N, 3° 09′ 44″ E / 42.045845°N,3.162206°E   | IPA-7490      | Mas Ral (Torroella de Montgrí) · Vegeu més fotos d'aquest monument · Carregueu una nova foto d'aquest monument                                                            |
| Torre dels Moscats                                                            | BCIN 3962-MH         | XVI-XVII                                                    | Torroella de Montgrí                                                               | 42° 03′ 15″ N, 3° 09′ 01″ E / 42.054242°N,3.150225°E   | IPA-36446     | Torre dels Moscats (Torroella de Montgrí) · Vegeu més fotos d'aquest monument · Carregueu una nova foto d'aquest monument                                                 |
| Castell d'Ullastret o Torre de la Presó, muralles d'Ullastret                 | BCIN 1072-MH         | Medieval                                                    | Ullastret                                                                          | 42° 00′ 03″ N, 3° 04′ 06″ E / 42.0008528°N,3.0682417°E | RI-51-0006140 | Castell d'Ullastret · Vegeu més fotos d'aquest monument · Carregueu una nova foto d'aquest monument                                                                       |
| Castell de Sant Andreu                                                        | BCIN 1073-MH         | XII-XIII                                                    | Ullastret                                                                          | 42° 00′ 21″ N, 3° 04′ 47″ E / 42.0058639°N,3.0797722°E | RI-51-0006141 | Castell de Sant Andreu (Ullastret) · Vegeu més fotos d'aquest monument · Carregueu una nova foto d'aquest monument                                                        |
| La Vila d'Ullastret                                                           | BCIN 1913-CH-EN      | Gòtic, renaixement, obra popular Medieval-XXI               | Ullastret                                                                          | 42° 00′ 01″ N, 3° 04′ 07″ E / 42.00034°N,3.06859°E     | IPA-6744      | La Vila d'Ullastret · Vegeu més fotos d'aquest monument · Carregueu una nova foto d'aquest monument                                                                       |
| Castell de Finestres o Castell de Gleu                                        | BCIN 1672-MH         | XVI-XVII                                                    | Ultramort                                                                          | 42° 02′ 18″ N, 3° 02′ 05″ E / 42.0383694°N,3.0346861°E | RI-51-0006142 | Castell de Finestres (Ultramort) · Vegeu més fotos d'aquest monument · Carregueu una nova foto d'aquest monument                                                          |
| Castell de Verges                                                             | BCIN 1739-MH         | Medieval                                                    | Verges                                                                             | 42° 03′ 39″ N, 3° 02′ 47″ E / 42.060761°N,3.046339°E   | RI-51-0006159 | Castell de Verges · Vegeu més fotos d'aquest monument · Carregueu una nova foto d'aquest monument                                                                         |
| Recinte fortificat de Verges                                                  | BCIN 1740-MH         | XIII-XVI                                                    | Verges                                                                             | 42° 03′ 47″ N, 3° 02′ 50″ E / 42.062936°N,3.047254°E   | RI-51-0006160 | Recinte fortificat de Verges · Vegeu més fotos d'aquest monument · Carregueu una nova foto d'aquest monument                                                              |
| Cal Rei                                                                       | BCIN 1741-MH         | XIV-XV, XVI                                                 | Verges A l'esquerra del camí de Verges a Garrigoles                                | 42° 04′ 53″ N, 3° 01′ 20″ E / 42.081269°N,3.022196°E   | RI-51-0006161 | Carregueu una nova foto d'aquest monument |
| Mas Massaller o Can Canet                                                     | BCIN 1742-MH         | XV-XVI                                                      | Verges A l'esquerra del camí de Verges a Garrigoles                                | 42° 04′ 52″ N, 3° 01′ 21″ E / 42.081031°N,3.022491°E   | RI-51-0006162 | Carregueu una nova foto d'aquest monument |
| Castell de Vilopriu                                                           | BCIN 1818-MH         | XV                                                          | Vilopriu                                                                           | 42° 06′ 16″ N, 2° 59′ 31″ E / 42.104364°N,2.992039°E   | RI-51-0006196 | Castell de Vilopriu · Vegeu més fotos d'aquest monument · Carregueu una nova foto d'aquest monument                                                                       |
| L'Almoina                                                                     | BCIN 1819-MH         | XIV-XV                                                      | Vilopriu Gaüses                                                                    | 42° 06′ 03″ N, 2° 57′ 51″ E / 42.1009333°N,2.9640944°E | RI-51-0006198 | Carregueu una nova foto d'aquest monument |
| Castell de Valldevià                                                          | BCIN 1820-MH         | XV-XVI                                                      | Vilopriu Valldevià                                                                 | 42° 07′ 23″ N, 2° 59′ 56″ E / 42.122975°N,2.9988833°E  | RI-51-0006197 | Carregueu una nova foto d'aquest monument |

## Patrimoni arqueològic
| Monument | Protecció       | Estil/època | Localització                                              | Coordenades                                          | Codi?         | Imatge |
| --- | --------------- | --- | --------------------------------------------------------- | ---------------------------------------------------- | ------------- | --- |
| Els Clots de Sant Julià | BCIN 2020-ZA-EN | Centre de producció, inhumació, església, cova Calcolític-modern (-2200/1789)                                                           | Forallac Els Clots                                        | 41° 57′ 53″ N, 3° 04′ 29″ E / 41.964754°N,3.074665°E | IPAPC-1689    | Els Clots de Sant Julià (Forallac) · Vegeu més fotos d'aquest monument · Carregueu una nova foto d'aquest monument                           |
| Fortificacions de Palamós: baluard de Sant Joan, plaça dels Arbres, baluard de Terra o de Sant Benet                                                                                          | BCIN 4041-ZA    | Assentament militar, muralla Modern (1453/1789)                                                                                         | Palamós Pl. dels Arbres, 17                               | 41° 50′ 54″ N, 3° 07′ 50″ E / 41.848442°N,3.130508°E | IPAPC-20321   | Carregueu una nova foto d'aquest monument |
| Poblat ibèric de la Punta del Castell, del Castell, Castell de la Fosca o sa Cobertera de Castell                                                                                             | BCIN 2005-ZA    | Lloc d'habitació amb estructures conservades, poblat Des de Ferro-Ibèric Antic a Romà Alt Imperi (-600/100). Romà Baix Imperi (300/400) | Palamós Punta de Castell, al nord de la platja de Castell | 41° 51′ 37″ N, 3° 09′ 32″ E / 41.860278°N,3.158889°E | RI-55-0000455 | Poblat ibèric de Castell (Palamós) · Vegeu més fotos d'aquest monument · Carregueu una nova foto d'aquest monument                           |
| Cova d'en Daina | BCIN 2006-ZA    | Lloc d'enterrament, Inhumació col·lectiu, dolmen Des de Neolític Mig-Recent a Neolític Final (-3500/-1800)                              | Santa Cristina d'Aro                                      | 41° 51′ 24″ N, 2° 59′ 28″ E / 41.856694°N,2.991139°E | RI-55-0000529 | Cova d'en Daina (Santa Cristina d'Aro) · Vegeu més fotos d'aquest monument · Carregueu una nova foto d'aquest monument                       |
| Conjunt d'Ullastret: Illa d'en Reixac, Puig de Sant Andreu, Puig Torrecuques, Puig de Serra, pont de la Roqueta, Can Tusquets, Gorg d'en Batlle, la Creu de l'Estany, pedrera de les Comelles | BCIN 4239-ZA-EN | Poblat, muralla, necròpolis, pont Des de Ferro-Ibèric Antic fins a Medieval (-650/1492)                                                 | Ullastret Serra de Daró i Fontanilles                     | 42° 00′ 21″ N, 3° 04′ 46″ E / 42.005842°N,3.079326°E | IPAPC-17969   | Conjunt d'Ullastret (Ullastret, Serra de Daró i Fontanilles) · Vegeu més fotos d'aquest monument · Carregueu una nova foto d'aquest monument |

A més, alguns monuments històrics estan inclosos també en l'Inventari del Patrimoni Arqueològic i Paleontològic de Catalunya (IPAPC) per tenir protegit igualment el seu subsol o l'entorn. La cova d'en Daina (Santa Cristina d'Aro) també té el codi RI-51-0000556 però no està a l'Inventari de Patrimoni Arquitectònic.

## Patrimoni etnològic
El massís de les Gavarres és un BCIN en la categoria de zona d'interès etnològic que inclou deu elements immobles repartits entre el Baix Empordà i el Gironès. Els corresponents a la comarca del Baix Empordà són:
- Molí d'en Frigola (Cruïlles, Monells i Sant Sadurní de l'Heura)
- Molí del Mas Xifra de Vall (Palamós)
- Molí de Canyadell (Palamós)
- Rajoleria de Can Frigola (Forallac)
- Forn de calç gran de Fonteta (Forallac)
- Pous de glaç de la Font d'en Salomó (la Bisbal d'Empordà)